# Bulbostylis bathiei
Bulbostylis bathiei är en halvgräsart som beskrevs av Henri Chermezon. Bulbostylis bathiei ingår i släktet Bulbostylis och familjen halvgräs. Inga underarter finns listade i Catalogue of Life.